# نانتو روکوشو
نانتو روکوشو (انگلیسی: Nanto Rokushū) یا شش فرقه بودیسم نارا، همچنین به عنوان روکوشو هم شناخته می‌شود، این فرقه‌ها در اواخر قرن ششم و اوایل قرن هفتم از کره (کشور) و چین به ژاپن رسیدند.
همه این فرقه‌ها/مکتب‌ها تحت کنترل دولت تازه تأسیس ژاپن نارا (شهر) بود. این مکتب‌ها برای تقلید و گسترش افکار بودایی در سرزمین اصلی آسیا بنیان‌گذاری شده‌اند.
این مدارس در زمان   شاهزاده شوتوکو تایشی به وجود آمدند ، به احتمال زیاد قدرت دولت در حال گسترش را از طریق دکترین بودایی و  کنفسیوس‌گرایی افزایش دادند . به دلیل دخالت دولت در گسترش مذهبی، بودجه دولتی برای ساخت معابد بزرگ، مجسمه ها و نقاشی ها، به ویژه هفت معبد بزرگ جنوبی نارا، استفاده شد. بیشتر این فرقه ها می خواستند مکتب اصلی بودایی دودمان یاماتو و مقام های عالی رتبه باشند. به همین دلیل، بسیاری از آنها سعی کردند برای اشرافیت جذاب باشند.